# 1991 RQ14
1991 RQ14 är en asteroid i huvudbältet som upptäcktes den 15 september 1991 av den amerikanske astronomen Henry E. Holt vid Palomarobservatoriet.
Asteroiden har en diameter på ungefär 9 kilometer och den tillhör asteroidgruppen Themis.